# NGC 238
NGC 238 (również PGC 2595) – galaktyka spiralna z poprzeczką (SBb), znajdująca się w gwiazdozbiorze Feniksa. Odkrył ją John Herschel 2 października 1834 roku.